# Maximilian Zaiser
Maximilian Zaiser (* 8. März 1999 in Rosenheim) ist ein deutscher Fußballspieler. Er ist auf verschiedenen Positionen im Mittelfeld und in der Abwehr einsetzbar, meist spielt er im zentralen Mittelfeld. Als 13-Jähriger wechselte er vom TSV 1860 Rosenheim in die Jugend des FC Bayern München. Von 2018 bis 2021 spielte er in der Amateurmannschaft des FC Bayern, mit der er im Sommer 2019 in die 3. Liga aufgestiegen war. Im Sommer 2021 folgte ein Wechsel in die viertklassige Regionalliga Südwest zur U23-Mannschaft der TSG Hoffenheim, ehe er ein Jahr später zu den Würzburger Kickers ging, die gerade aus der 3. Liga abgestiegen waren.

## Sportliche Laufbahn

### Marquartstein, Rosenheim und Bayern-Jugend
Maximilian Zaiser, gebürtiger Rosenheimer, spielte bis 2011 im Chiemgau für den TSV Marquartstein, anschließend ein Jahr in der Jugend des TSV 1860 Rosenheim, seinerzeit ein Partnerverein des FC Bayern München im Jugendbereich. Immer wieder kamen Spieler aus Rosenheim an die Säbener Straße, so einst auch der spätere Weltmeister Bastian Schweinsteiger. Im Alter von 13 Jahren ging auch Zaiser diesen Weg und spielte beim FC Bayern zunächst unter dem ehemaligen österreichischen Nationalspieler Harald Cerny in der U14, der jüngeren C-Jugend-Mannschaft des FC Bayern, die ihre Punktspiele in der C-Junioren-Bayernliga Süd ausnahmslos gegen U15-Mannschaften bestritt. Am Ende seiner ersten Saison in der Landeshauptstadt belegte er mit dem FC Bayern den vierten Platz in jener Liga. Fortan durchlief er die weiteren Jugendmannschaften des Vereins, oftmals wurde er jedoch durch Verletzungen zurückgeworfen. So kam er in der Saison 2016/17, seinem ersten Jahr bei den A-Junioren, nur zu drei Kurzeinsätzen in der Liga und war ansonsten lediglich Zuschauer, so auch beim im Elfmeterschießen verlorenen Endspiel um die deutsche A-Junioren-Meisterschaft im Dortmunder Westfalenstadion gegen die gastgebende Borussia. Sein zweites A-Jugend-Jahr verlief für ihn persönlich deutlich besser, er bestritt das Gros der Spiele, regelmäßig auch in der UEFA Youth League. Die Mannschaft jedoch verpasste dieses Mal die Qualifikation für die Endrunde um die deutsche Meisterschaft.

### Bei den Bayern-Amateuren
Im Sommer 2018 war er dem Jugendalter entwachsen, weiter ging es für ihn daher bei den Bayern-Amateuren in der viertklassigen Regionalliga Bayern. Zuvor durfte er aber zusammen mit der – allerdings nicht kompletten – Bundesligamannschaft des FC Bayern eine Testspielreise durch die USA bestreiten und kam dabei gegen Juventus Turin eine Halbzeit lang zum Einsatz. Den fußballerischen Alltag bestritt er jedoch mit der Amateurmannschaft unter Trainer Holger Seitz, wurde dort aber nur recht selten berücksichtigt, insgesamt 12-mal in den 34 Punktspielen und auch die beiden Aufstiegsspiele gegen die Zweitvertretung des VfL Wolfsburg fanden ohne ihn statt. Im Sommer war er mit der Profimannschaft erneut auf USA-Reise, spielte dort wenige Minuten gegen Real Madrid und wenige Tage später auch einige Minuten im Turnier um den Audi-Cup.
Nachdem sich die Amateurmannschaft knapp gegen Wolfsburg hatte durchsetzen können, bot sich für Zaiser in der 3. Liga unter der Leitung des neuen Trainers Sebastian Hoeneß, der ihn bereits in der A-Jugend gecoacht hatte, ein noch tristerer Alltag als in der Regionalliga. Er kam bis März 2020 zu gar keinen Ligaeinsätzen mehr und dann wurde aufgrund der Corona-Pandemie der Spielbetrieb abgebrochen. Nach Wiederaufnahme des Spielbetriebs ab Ende Mai mit Geisterspielen kam Zaiser hingegen mehrfach zum Einsatz und stand dabei jeweils in der Startelf. Mit der Mannschaft belegte Zaiser am Saisonende den ersten Platz in der 3. Liga.
In der neuen Drittligasaison, die Mitte September startete, ergab sich für Maximilian Zaiser ein stetiger Wechsel zwischen Startelf und Ersatzbank. Nachdem Sebastian Hoeneß in die Bundesliga zur TSG Hoffenheim abgewandert war, hatte dessen Vorgänger Holger Seitz bei den Bayern-Amateuren wieder das Zepter übernommen. Eine Abwechslung zum eher tristen Ligaalltag in den meist noch immer leeren Stadien und dem Abrutschen der Amateurmannschaft in den Tabellenkeller bot sich Zaiser mit der Reise nach Madrid zum Champions-League-Gruppenspiel der Profimannschaft. Das Team hatte bereits als Gruppensieger festgestanden und so schonte Trainer Hansi Flick mehrere Stammkräfte bei der Partie gegen Atlético Madrid. Beim 1:1-Unentschieden verblieb Zaiser jedoch auf der Ersatzbank. In der Folgezeit saß er noch weitere Male auf der Ersatzbank der Profis, aber auch bei den Amateuren war dies oftmals sein Platz. Auch eine herausragende Leistung beim 4:0-Auswärtssieg in Halle, bei dem Zaiser zwei Tore erzielte und ein weiteres vorbereitete, verschaffte ihm keinen dauerhaften Stammplatz im Team der Bayern-Amateure. Nach mehreren Abgängen von Spielern in höhere Spielklassen, die nicht adäquat ersetzt werden konnten, stieg die Mannschaft nach der Drittligameisterschaft der Vorsaison zum Saisonende nach zwei Drittligajahren gar in die viertklassige Regionalliga Bayern ab. Anschließend verließ er den Verein mit seinem Vertragsende.

### Über Hoffenheim nach Würzburg
Nach insgesamt neun Jahren beim FC Bayern schloss sich Maximilian Zaiser im Juli 2021 der U23-Mannschaft des Bundesligisten TSG Hoffenheim an, die in der viertklassigen Regionalliga Südwest spielte und in der abgelaufenen Saison in jener 22 Teams umfassenden Liga den 16. Platz belegt hatte. Bei der Zweitmannschaft der TSG spielte er auf wechselnden Positionen im Mittelfeld und kam im Saisonverlauf in 28 von 36 Spielen zum Einsatz, stand dabei 19-mal in der Startelf und war einmal als Torschütze erfolgreich. Mit der TSG beendete er die Saison auf dem 13. Platz, zwei Punkte vor der Abstiegszone. Zu Einsätzen für die Bundesligamannschaft der TSG Hoffenheim kam Zaiser nur bei Testspielen.
Zur Saison 2022/23 kehrte Zaiser in die Regionalliga Bayern zurück und schloss sich den Würzburger Kickers an, die zuvor aus der 3. Liga abgestiegen waren.